# Implant

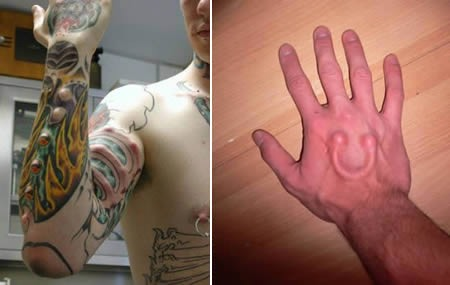
Implants

Implant (engl.; ‚Implantat‘) bezeichnet in der Körpermodifikationsszene einen Gegenstand, der als Schmuck sichtbar unter die Haut implantiert wird. Die Schmuckimplants sind für gewöhnlich aus Silikon oder PTFE (Teflon), früher auch aus dafür geeigneten Metallen.
Die Formen können Pyramiden, Sterne, Ringe, (Halb-)Kugeln oder Kegel an Kopf bzw. Stirn oder Brust darstellen.
 Eine spezielle Variante von Implants sind die sogenannten transdermalen Implantate, die, statt vollständig unter der Haut zu liegen, teilweise aus dieser herausragen.